# Posejdon iz Artemizija
Brončani Posejdon, starogrčka skulptura, nepoznatog kipara, nastala u Ateni. Upriličen je Posejdon koji baca koplje. Među prvim je poznatim skulpturama u Ateni koje prikazuju likove u slobodnom pokretu. 
Nastala u isto vrijeme kad je Poliklet ustanovio svoj kanon. Poznati Mironov Diskobol (Bacač diska) nastao je nekoliko godina poslije. Nije posve sigurno predstavlja li kip Posejdona ili Zeusa.